# Synoplotherium
Il sinoploterio (gen. Synoplotherium) è un mammifero carnivoro estinto, appartenente agli acreodi. Visse nell'Eocene medio (circa 45 milioni di anni fa) e i suoi resti fossili sono stati ritrovati in Nordamerica. 

## Descrizione
Questo animale aveva un aspetto vagamente simile a quello di un lupo con la testa sproporzionatamente grande. Le zampe erano lunghe, forti e digitigrade; alluce e pollice erano assenti. Il cranio era di grosse dimensioni, anche rapportato a quello di altri acreodi (notoriamente dotati di grosse teste). I denti erano assai simili a quelli del ben noto Mesonyx, con molari e premolari dotati di lame taglienti e con metaconidi vestigiali o assenti. Al contrario di Mesonyx, tuttavia, era presente il terzo molare superiore. La taglia di Synoplotherium non doveva superare quella di un piccolo lupo.

## Classificazione
Synoplotherium venne descritto per la prima volta nel 1872 da Edward Drinker Cope, che ne descrisse i fossili provenienti dal Wyoming. La specie tipo è Synoplotherium canius, che venne in seguito ascritta dallo stesso Cope al genere Mesonyx (come Mesonyx lanius, con una grafia sbagliata). Successive ricerche hanno confermato la distinzione fra i due generi. Un'altra specie (Synoplotherium vorax) venne inizialmente descritta da Othniel Charles Marsh come un genere a sé stante, Dromocyon. 

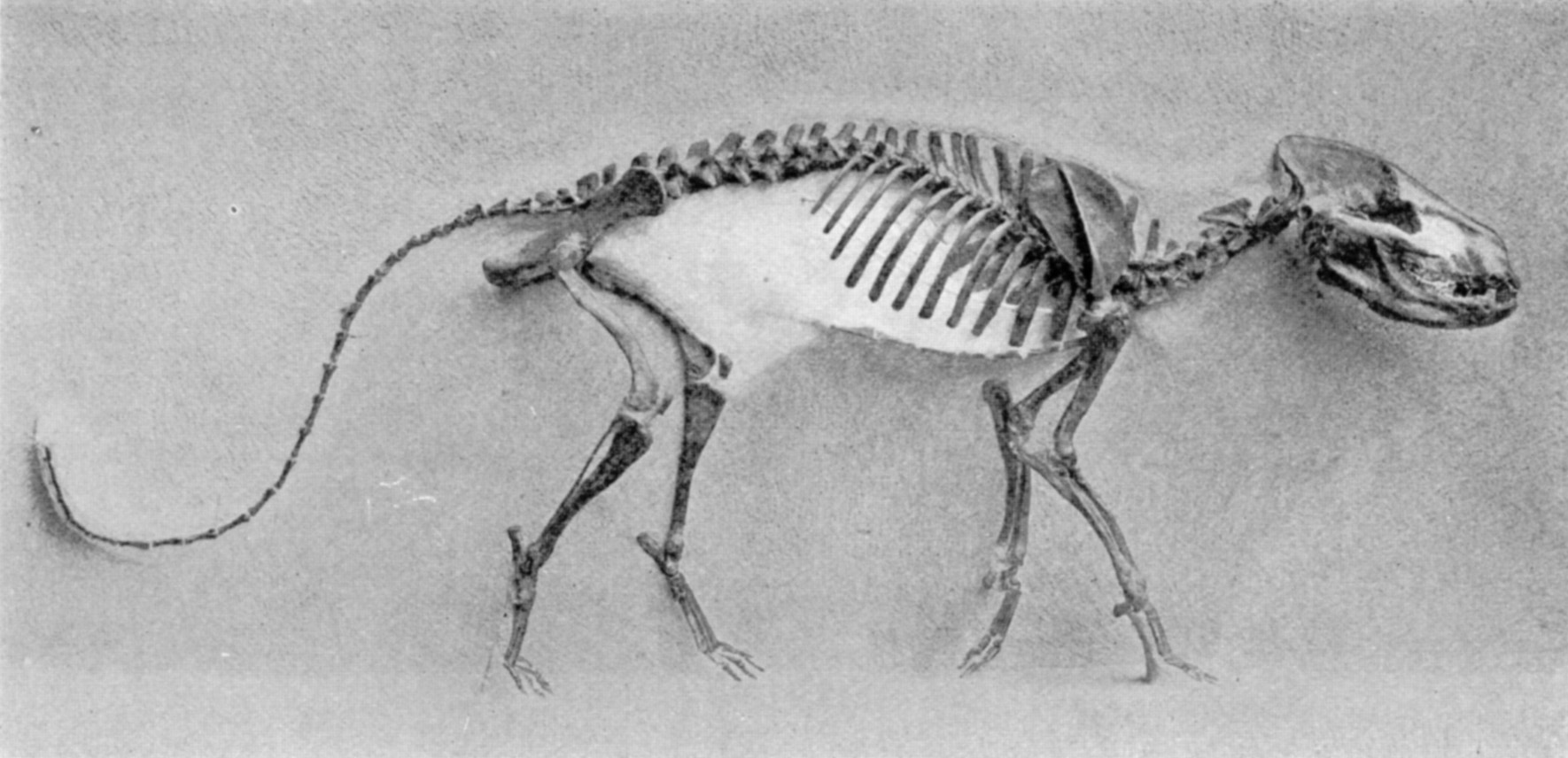
Scheletro ricostruito di Synoplotherium vorax

Synoplotherium è un tipico membro degli acreodi, un gruppo di mammiferi del Paleogene dalle abitudini carnivore, forse imparentati alla lontana con gli artiodattili. Synoplotherium, in particolare, sembrerebbe essere strettamente imparentato con Mesonyx e con esso costituirebbe un clade di acreodi relativamente specializzati e specializzati nella corsa.

## Paleobiologia
Synoplotherium doveva essere un corridore piuttosto veloce, almeno se rapportato agli altri animali della sua epoca. La colonna vertebrale, tuttavia, indica che questo animale non possedeva il tronco flessibile tipico dei carnivori odierni.